# Unashamed

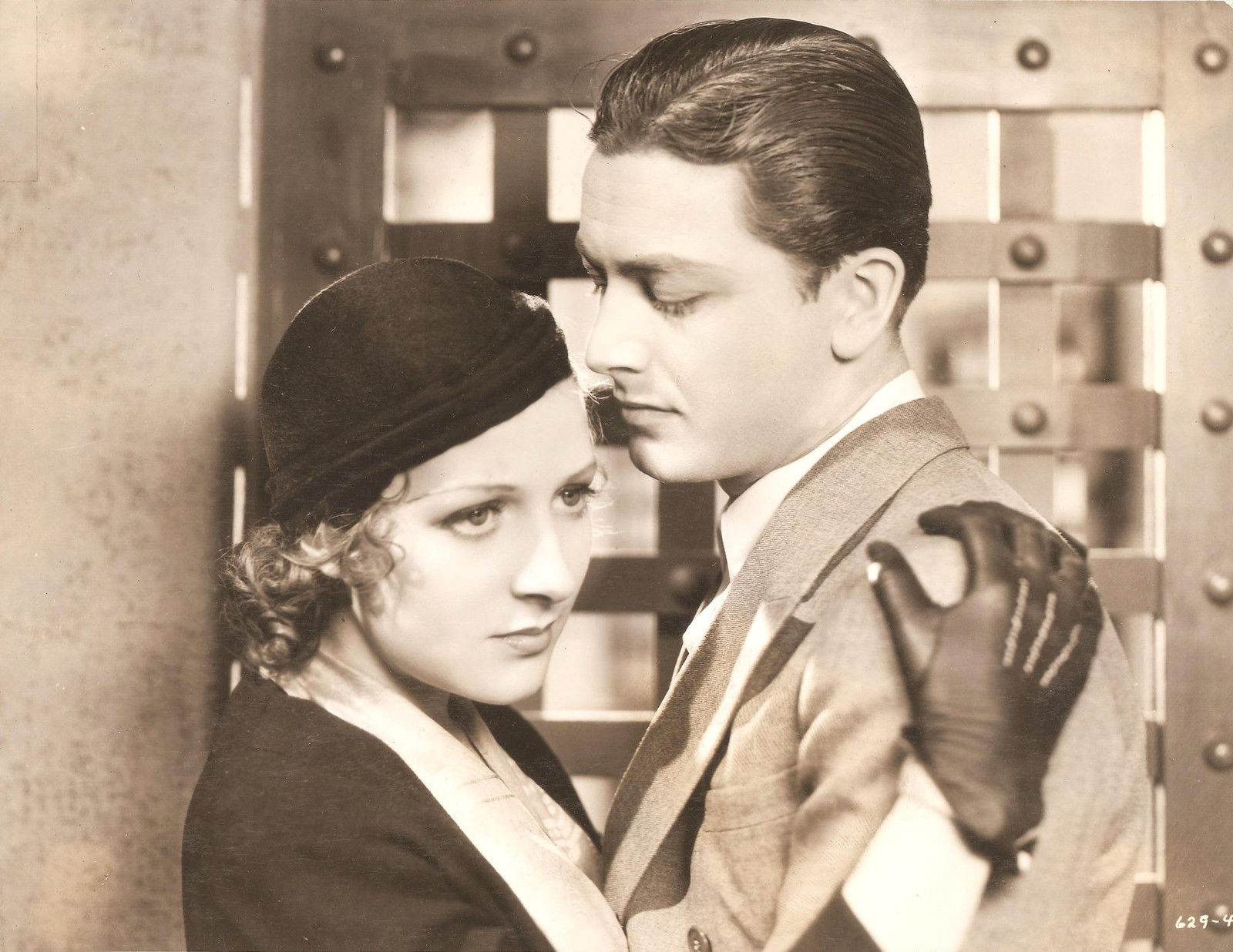
Photographie promotionnelle pour le film, avec Helen Twelvetrees et Robert Young.

Unashamed est un film américain pré-Code réalisé par Harry Beaumont, sorti en 1932.

## Synopsis
L'hostilité à la liberté sexuelle des femmes conduit un jury exclusivement masculin à acquitter Dick Ogden d'un meurtre. Ogden a tiré sur l'homme qui en voulait à sa sœur Joan pour son argent. Joan a d'abord contredit le faux témoignage d'Ogden selon lequel le coup de feu était accidentel, puis lui a sauvé la vie au prix de sa réputation. Contre toute attente, Joan a témoigné qu'il préservait l'honneur de la famille, après avoir découvert que Joan et la victime avaient passé la nuit ensemble dans une chambre d'hôtel.

## Fiche technique
- Réalisation : Harry Beaumont
- Scénario : 	Bayard Veiller
- Photographie : Norbert Brodine
- Montage : William S. Gray
- Genre : Drame[2]
- Production : Metro-Goldwyn-Mayer
- Distributeur : Loew's Inc.
- Durée : 77 minutes
- Date de sortie : 2 juillet 1932

## Distribution
- Helen Twelvetrees : Joan Ogden
- Robert Young : Dick Ogden
- Lewis Stone : Henry Trask
- Jean Hersholt : Heinrich Schmidt
- John Miljan : District Attorney Harris
- Monroe Owsley : Harry Swift
- Robert Warwick : Mr. Ogden
- Gertrude Michael : Marjorie
- Wilfrid North : Juge Ambrose
- Thomas E. Jackson : Captaine Timothy Riorden
- Louise Beavers : Amanda Jones
- Herman Bing : Hans